# Skochovice (odbočka)
Skochovice (nebo též Odb Skochovice) jsou odbočka, ve které se trať vedoucí z Prahy a Vraného nad Vltavou dělí na větve směr Čerčany a Dobříš. Leží v km 34,824 trati Čerčany – Vrané nad Vltavou – Praha-Vršovice a v km 29,662 trati Dobříš - odbočka Skochovice. Nedaleko odbočky, v km 35,271 směrem k Vranému leží stejnojmenná zastávka. Odbočka, která se nachází na katastru Vraného nad Vltavou, není obsazena výpravčím a je dálkově ovládána ze stanice Vrané nad Vltavou.

## Historie
V průběhu první a druhé dekády 21. století prošlo zabezpečovací zařízení odbočky postupnou modernizací. Nejprve byla v roce 2008 mechanická návěstidla nahrazena světelnými, na přelomu let 2012 a 2013 bylo v odbočce aktivováno nové reléové stavědlo dálkově ovládané z Vraného nad Vltavou.

## Popis odbočky

### Před modernizací
Odbočka byla vybavena elektromechanickým stavědlem, které bylo závislé na řídicím přístroji ve Vraném nad Vltavou. Odbočka byla obsazena signalistou, který pomocí pák a drátovodů ovládal výhybky a mechanická návěstidla. V odbočce byly dvě výhybky, č. 2 na rozdělení tratě a č. 1 do odvratné koleje ve směru od Měchenic. Mechanická vjezdová návěstidla byla označena S (od Vraného), L (od Davle) a ML od Měchenic. Jízda vlaků do všech směrů byla zabezpečena zabezpečena telefonickým dorozumíváním. V roce 2008 byla mechanická návěstidla nahrazeny světelnými.

### Po modernizaci
Na přelomu let 2012 a 2013 bylo v odbočce Skochovice aktivováno reléové stavědlo s počítačovým ovládáním RZZ-DRS a dálkovým ovládáním z Vraného nad Vltavou pomocí rozhraní JOP. Místní ovládání je možné pouze pomocí desky nouzových obsluh, která je umístěna na stavědle odbočky, v takovém případě musí být odbočka obsazena výpravčím. Po modernizaci nedošlo ke změně konfigurace kolejiště, světelná vjezdová návěstidla zůstala s umístěním a označením jako v minulosti, avšak vjezdové návěstidlo S od Vraného bylo posunuto o 519 metrů směrem k Vranému, takže nově se v odbočce nachází i zastávka Skochovice. Jízda vlaků je ve všech přilehlých traťových úsecích zajištěna pomocí automatického hradla s počítači náprav bez oddílových návěstidel.